# Ollinluoto (ö i Egentliga Finland)
Ollinluoto är en ö i Finland. Den ligger i Skärgårdshavet och i kommunen Nådendal i den ekonomiska regionen  Åbo ekonomiska region i landskapet Egentliga Finland, i den sydvästra delen av landet. Ön ligger omkring 17 kilometer sydväst om Åbo och omkring 160 kilometer väster om Helsingfors.
Öns area är 1,6 hektar och dess största längd är 190 meter i öst-västlig riktning.